# Cerkev Marijinega imena, Dobova
Cerkev Marijinega imena v  Dobovi je župnijska cerkev Župije Dobova. Je največja in edina troladijska cerkev v Občini Brežice. Neoromanska cerkev je bila zgrajena leta 1865 na mestu, kjer sta predtem stali gotska cerkev, za njo pa cerkev iz leta 1656, od katere se je ohranila le lesena oltarna plastika Marije Zavetnice s plaščem.

## Arhitektura
Cerkev je zidana iz opeke kot triladijska bazilika z mogočno, polkrožno zaključeno apsido, ki jo flankirata prav tako polkrožno zaključena kapela svetega Antona Puščavnika in zakristija. Zvonik, ki je v pritličnem delu četverokoten, v nadstropjih pa osmerokotnega tlorisa, so nekoč na prehodu krasili štirje kamniti kipi, ki so jih neznano kdaj zamenjale plehnate strešice. Se je pa ohranil kamniti kip Marije Kraljice na čelni fasadi. Kip stoji na kamnitem profiliranem podstavku, ščiti pa jo kamnit nadstrešek s plehnato kritino. Štiripolna triladijska cerkev je obokana s križnimi svodi. Med glavno in znatno nižjima stranskima ladjama je enakomeren ritem zidanih slopov in kamnitih stebrov z neoromanskimi kapiteli.
V letu 2024 so se pričela dela v zvezi z zamenjavo ostrešja zvonika.

## Oprema
Leseni glavni oltar ter prižnico je v neogotskem slogu izdelal celjski kipar Ignac Oblak leta 1866. Kamnito menzo glavnega oltarja in obeh stranskih je izdelal kamnosek Anton Zanier iz Arada na Madžarskem leta 1865. V prezbiteriju visijo štiri oljne slike svetega Frančiška Asiškega, svete Klare Asiške ter škofov Antona Martina Slomška in Friderika Barage, ki jih je naslikal akademski slikar Gorazd Satler iz Ljubljane. Leta 1981 je bil po načrtih arhitekta Franca Kvaternika nekoliko ponesrečeno urejen prezbiterij v skladu z zahtevami pokoncilske liturgije z novim oltarjem, ambonom in krstnim kamnom iz rdeče belega makedonskega marmorja.